# Zakon (Šomođska županija, Mađarska)
Zakon ili Žakanj (mađ. Zákány) (Mađarska) selo uz hrvatsko-mađarsku granicu, prije 20. stoljeća su u njemu uz Mađare živjeli i Hrvati. Blizu je rijeka Drava.
Živko Mandić bilježi stariji hrvatski naziv za stanovnika ovog sela: Zakončan/Zakončica, a posvojni pridjev je zakonski.

## Povijest
Mjestom je sastanka treće stranke za vrijeme građanskog rata u Hrvatsko-Ugarskoj. Ondje su se 1. studenoga 1531. sastali pečuški biskup Šuljok, Valentin Turak, Ivan Salaj, Pavao Bakić i Stjepan Majlath gdje su dogovorili sabor za 1. siječnja 1532. u Kenesi kod Blatnog jezera, gdje bi se trebalo vijećati o boljitku države, neglede obojice protukraljeva (Ferdinand Habsburgovac i Ivan Zapolja).

## Promet
Sa Zagrebom je bio željeznički povezan 1869. Kroz Zakon prolazi željeznička pruga Velika Kaniža-Pečuh.